# Logan Ullrich
Logan Ullrich, né le 20 août 2000 à Auckland, est un rameur d'aviron néo-zélandais.

## Carrière sportive
Logan Ullrich concourre avec l'équipe universitaire de Washington où il obtient son diplôme en sciences nutritionnelles. S'il a grandi en Australie, il déménage en Nouvelle-Zélande après ses études pour s'entraîner au Waikato Rowing Club à Hamilton.
Ullrich remporte la médaille de bronze pour l'Australie dans le quatre avec barreur aux Championnats du monde juniors 2018. Aux Championnats du monde U23 2022, il remporte l'argent avec le quatre de pointe néo-zélandais.
En 2023, le quatuor néo-zélandais composé d'Oliver Maclean, Logan Ullrich, Thomas Murray et Matt Macdonald remporte la médaille de bronze aux Championnats du monde à Belgrade derrière les Britanniques et les Américains. Aux Jeux Olympiques de Paris 2024, le même équipage remporte la médaille d'argent, battus de 0,85 seconde par le quatre américain.

## Palmarès

### Jeux olympiques
- 2024 à Paris,  France
  -  Médaille d'argent en quatre de pointe